# Бартлинг, Фридрих Готтлиб
Фридрих Готтлиб Бартлинг (нем. Friedrich Gottlieb Bartling, 9 декабря 1798 — 19 ноября 1875) — немецкий ботаник, профессор ботаники.    

## Биография
Фридрих Готтлиб Бартлинг родился в Ганновере 9 декабря 1798 года.
Он получил образование в подготовительном лицее родного города.

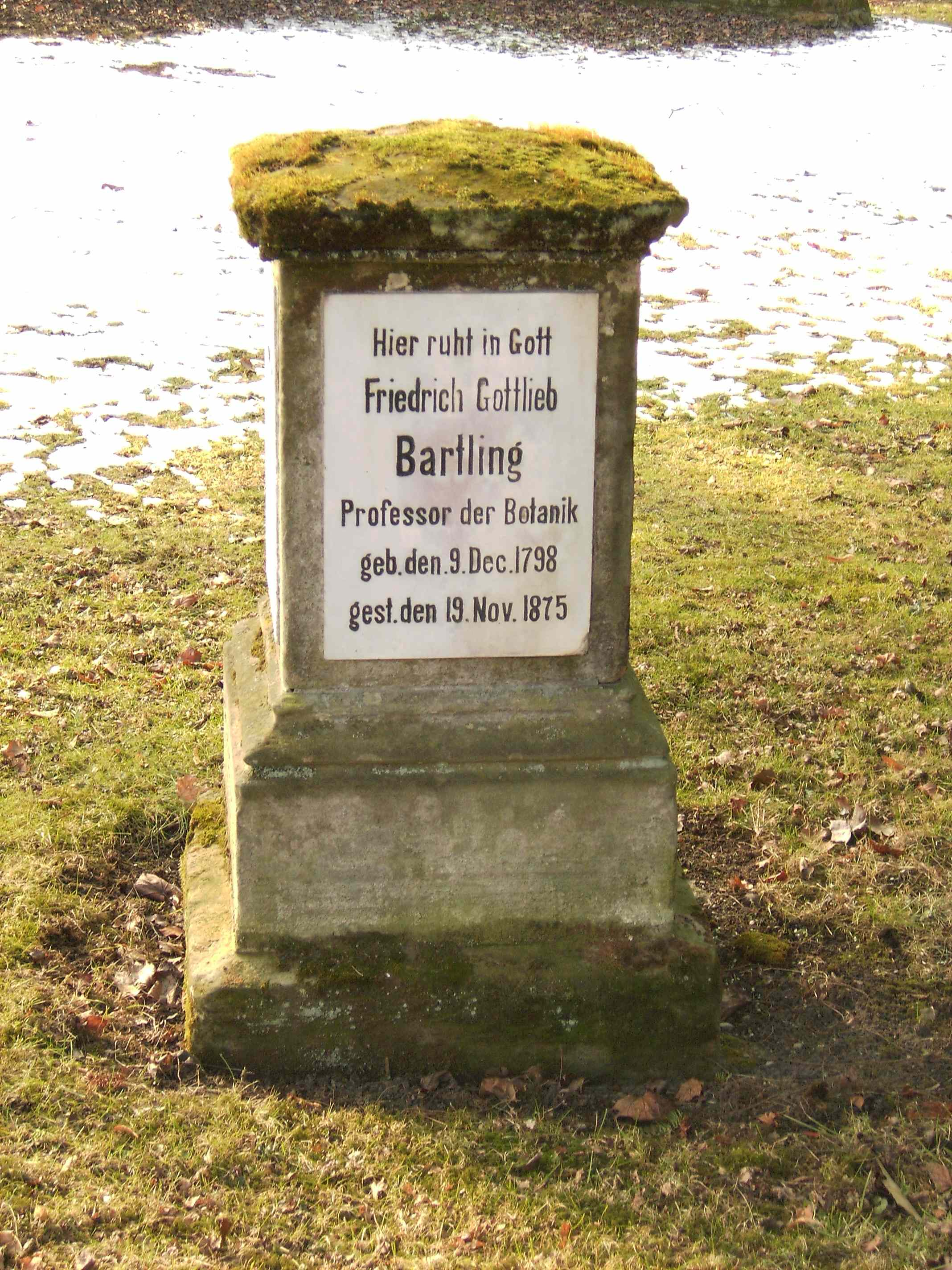
Могила Фридриха Готтлиба Бартлинга в Гёттингене, 25 февраля 2006 года.

В 1816 году в возрасте 18 лет Бартлинг уехал в Гёттинген изучать естественные науки.
Его учебный план был очень обширен, но его деятельность была сосредоточена главным образом на ботанике, в интересах которой он ещё студентом много путешествовал по Венгрии и Хорватии к Адриатике.
Он был профессором ботаники в Гёттингене, а также главой местного ботанического сада.
Фридрих Готтлиб Бартлинг умер в Гёттингене 19 ноября 1875 года.

## Научная деятельность
Фридрих Готтлиб Бартлинг специализировался на семенных растениях.

## Научные работы
- De litoribus ac insulis maris Liburnici (1820).
- Ordines naturales plantarum eorumque characteres et affinitates adjecta generum enumeratione (1830)[3].
- Flora der österreichischen Küstenländer (1825).
- Vegetabilia cellularia in Germania septentrionale praesertim in Hercynia et in agro Gottingensi (1834 und 1836), mit Georg Ernst Ludwig Hampe.